# シャーリー・マクレーン
シャーリー・マクレーン（Shirley MacLaine、本名：Shirley MacLean Beaty、1934年4月24日 - ）は、アメリカ合衆国出身の女優である。また自身の神秘体験を描いた著作を多数発表し、ニューエイジの旗手の一人としても知られた。バージニア州リッチモンド出身。俳優のウォーレン・ベイティは弟、サチ・パーカーは娘。

## 来歴

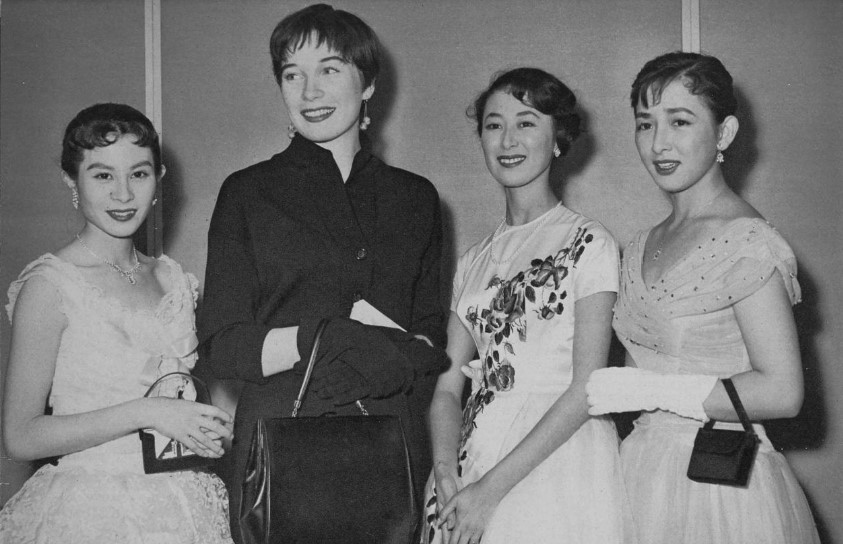
1956年2月8日、映画初主演作の『ハリーの災難』が日本で公開された。マクレーンはこの頃産経国際ホールで開かれた文芸プロダクションにんじんくらぶの謝恩パーティーに参加した。同団体の設立者の久我美子、岸惠子、有馬稲子とともに。

バージニア州リッチモンド生まれ。父親のアイラ・オーウェンズ・ビーティは心理学の教授で、母親のキャスリン・コリーヌ・ビーティは演劇教師だった。バレエ学校で学び、16歳でブロードウェイにダンサーとしてデビューした。
1954年5月13日初演のブロードウェイ・ミュージカル『パジャマ・ゲーム』でキャロル・ヘイニーのアンダースタディを務めた。開幕まもない5月下旬、ヘイニーが足首の怪我で出演不可能となった時に代役で出演し、注目を集める。アルフレッド・ヒッチコック監督の『ハリーの災難』のヒロイン役に抜擢され、同年9月から撮影に入った。同年、日本と米国を行き来する実業家のスティーブ・パーカーと結婚した。スクリーンデビューとなる『ハリーの災難』は1955年10月に公開された。
1956年9月1日、長女（サチ・パーカー）を出産。同年10月公開の『八十日間世界一周』でもヒロインを務め、作品は第29回アカデミー賞で作品賞を受賞した。
1958年のヴィンセント・ミネリ監督作品『走り来る人々』では主演女優賞にノミネートされた。
1960年のビリー・ワイルダー監督作品『アパートの鍵貸します』ではジャック・レモンと共演。作品は第33回アカデミー賞で作品賞を受賞し、自身も再び主演女優賞にノミネートされ、ヴェネツィア国際映画祭では女優賞を受賞した。また、1963年の『あなただけ今晩は』でも3度目となる主演女優賞候補となり、ゴールデングローブ賞では上記の2作で主演女優賞を受賞していたものの、アカデミー賞受賞は逃した。
1983年、『愛と追憶の日々』が公開。同作の演技により、第56回アカデミー賞で5度目となるノミネートにして初のアカデミー主演女優賞を受賞。1950年代から何度もノミネートされていたにもかかわらず受賞に年月が掛かったため、受賞スピーチで「私が貰って当然だ」と言い放ち、会場を沸かせた。

## 人物
ニューエイジの旗手としても注目された。近代神智学の影響が濃い心霊治療家エドガー・ケイシーの思想や、仏教思想を初めとする東洋文化、霊や宇宙人と交信するというチャネリングなど、ニューエイジを構成する思想に傾倒し広く紹介した。娘のサチ・パーカーの名前は小森和子によって"blessed child"を意味する日本名「幸子」にちなんで名づけられた。1983年に刊行され世界的なベストセラーとなった『アウト・オン・ア・リム』などの自著で、自身の体外離脱や神秘体験を語っている。
エドガー・ケイシーが唱えた輪廻転生説を支持し、自身の前生はアトランティス大陸の人間で、3500年前のアトランティスの戦士であったラムサと兄弟であったと述べている。ラムサはニューエイジのチャネラーであるJ. Z. ナイトが交信する霊で、シャーリー・マクレーンは『ダンシング・イン・ザ・ライト』でナイトを高く評価しており、一時期支持していた。
1959年、日本を襲った伊勢湾台風の際には、義援金を基に日本の福祉団体を通して東海地区の小学校にピアノを寄付した逸話が残る。『青い目の蝶々さん』では日本の谷洋子と共演した。

## ギャラリー

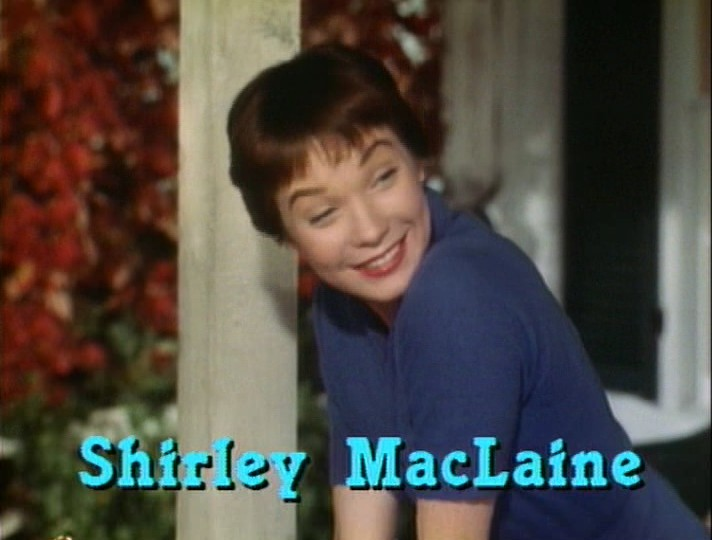
『ハリーの災難』（1955年）
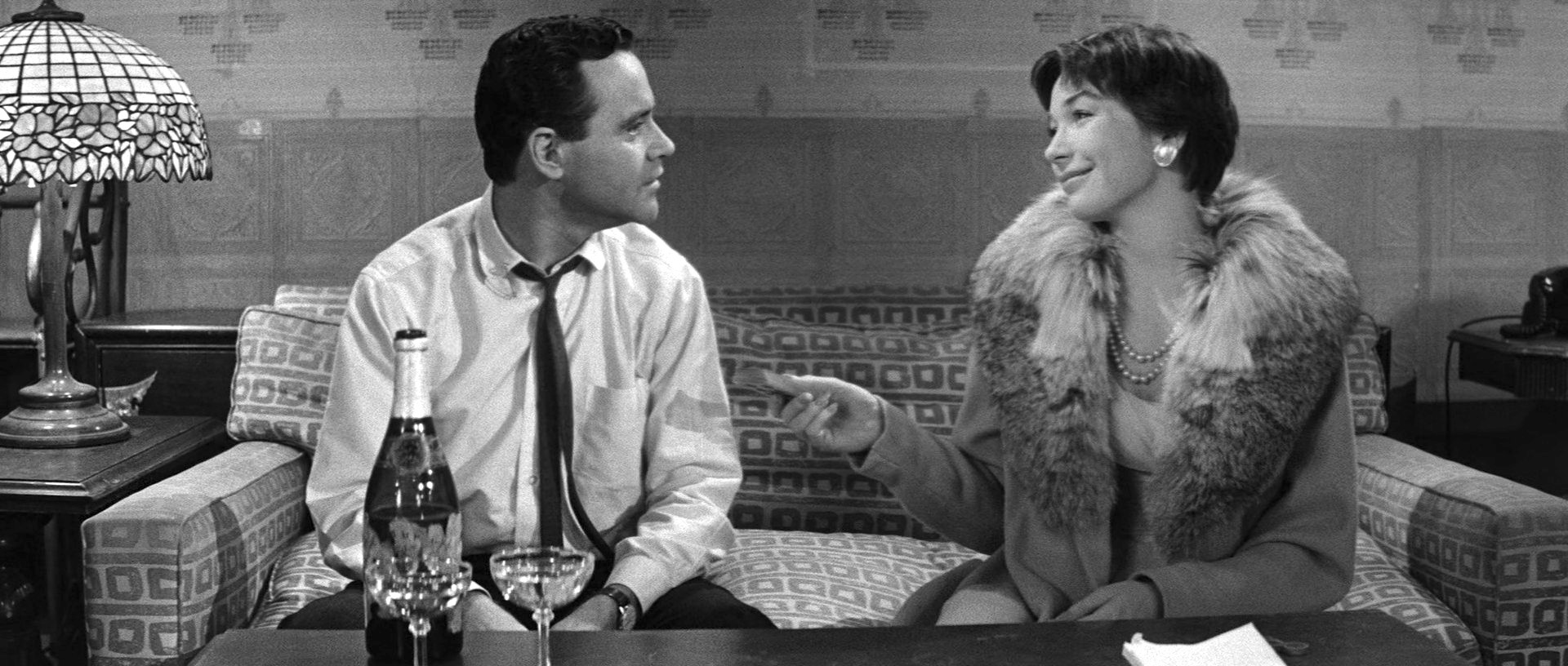
『アパートの鍵貸します』（1960年）
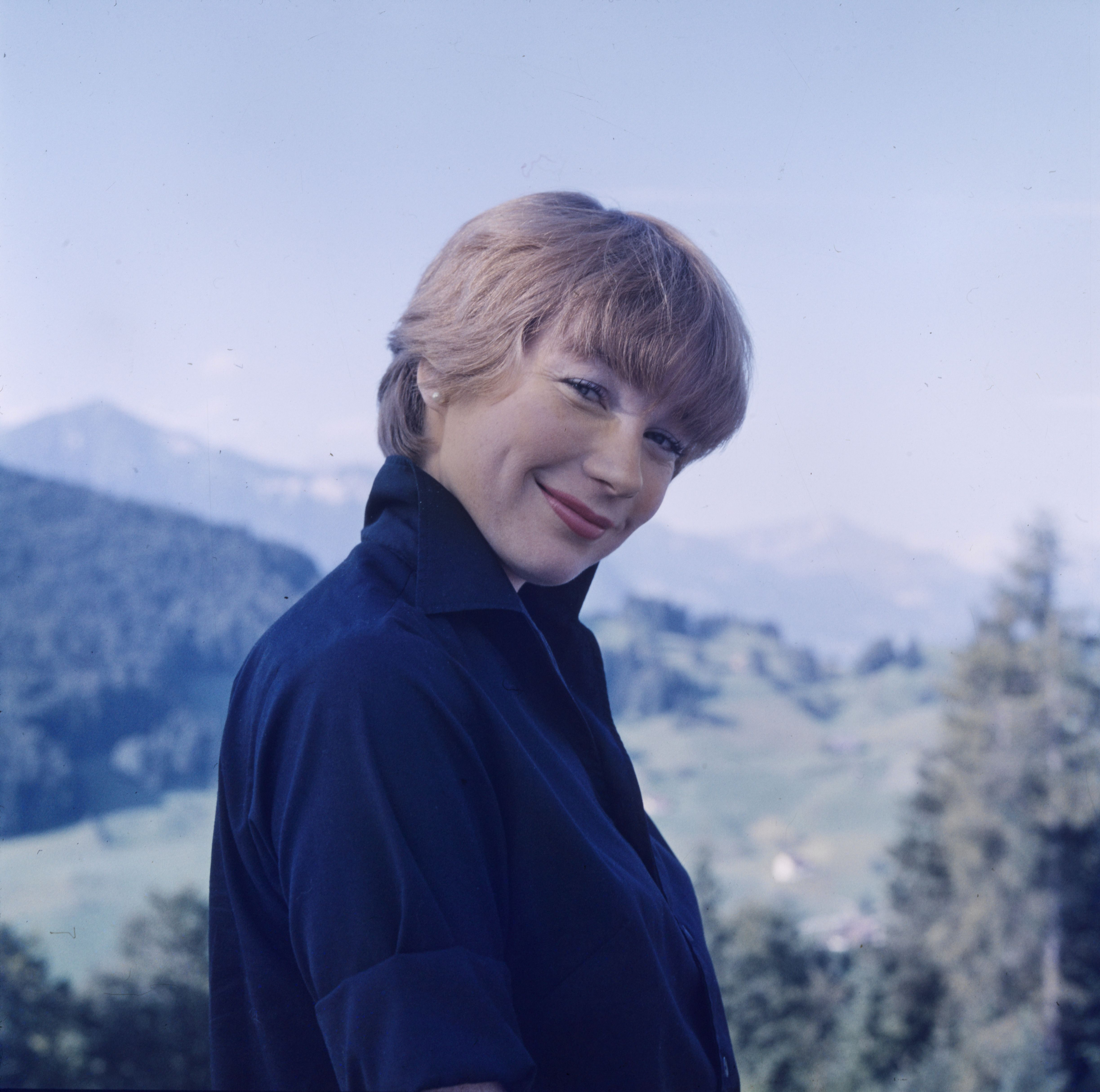
スイスにて（1960年）
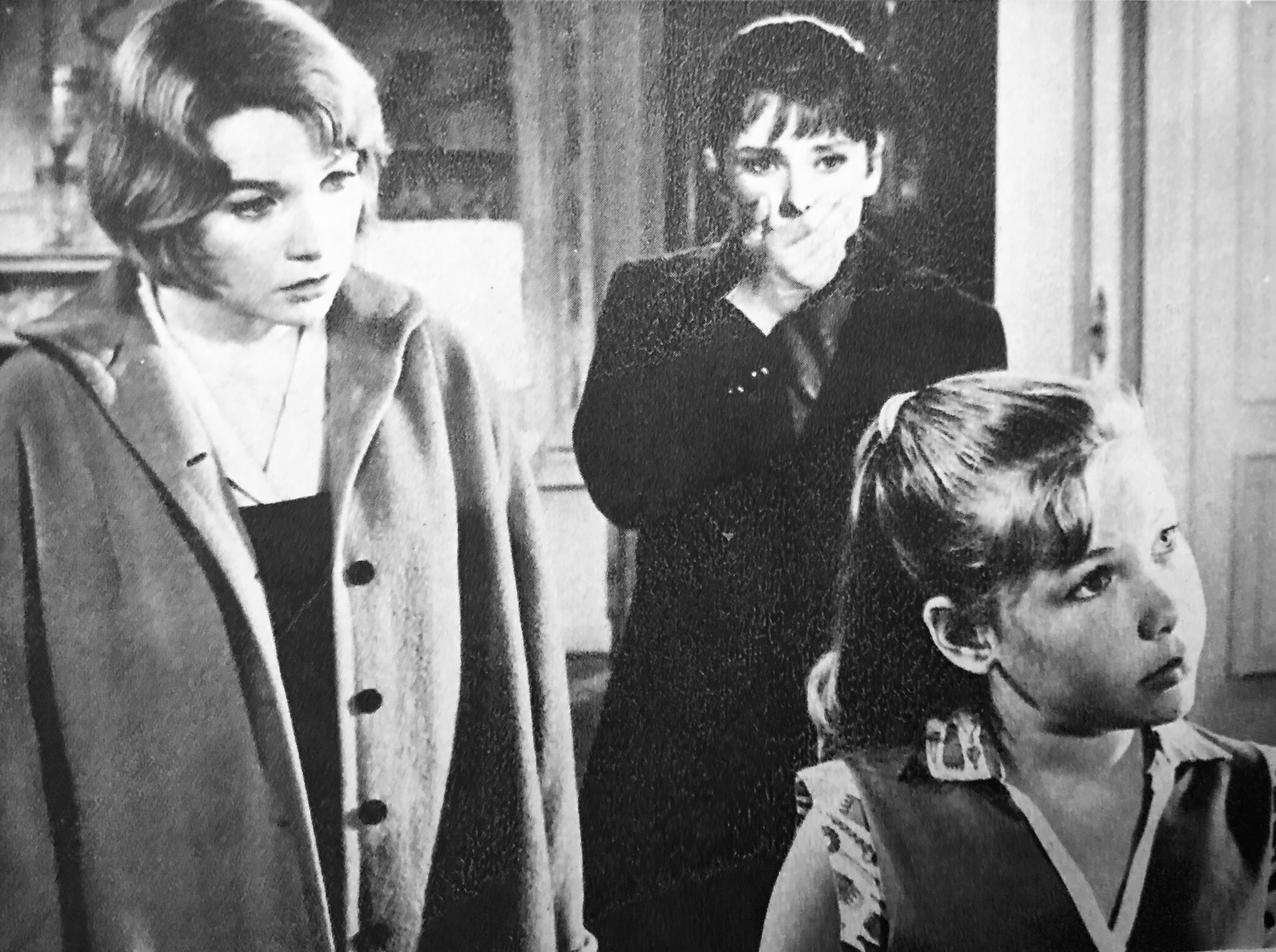
『噂の二人』（1961年）
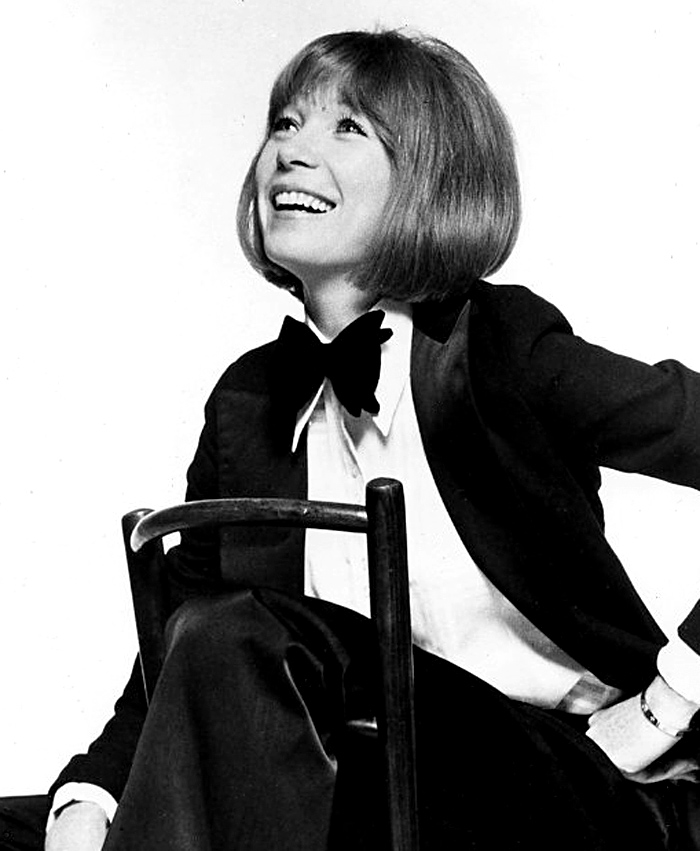
1976年

## 主な出演作品
| 公開年 | 邦題 原題                                                       | 役名                                                     | 備考 |
| ------ | --------------------------------------------------------------- | -------------------------------------------------------- | --- |
| 1955   | ハリーの災難 The Trouble With Harry                             | ジェニファー・ロジャース                                 | |
| 1955   | 画家とモデル Artists and Models                                 | ベッシー                                                 | |
| 1956   | 八十日間世界一周 Around the World in Eighty Days                | アウダ姫                                                 | |
| 1958   | 縄張り The Sheepman                                             | デル・ペイトン                                           | |
| 1958   | 花嫁売り込み作戦 The Matchmaker                                 | イレーネ                                                 | |
| 1958   | 走り来る人々 Some Came Running                                  | ジニー・ムーアヘッド                                     | |
| 1959   | 恋の売込み作戦 Ask Any Girl                                     | メグ                                                     | ベルリン国際映画祭 銀熊賞 (女優賞) 受賞 英国アカデミー賞 女優賞（国外） 受賞                                                            |
| 1959   | 果てしなき夢 Career                                             | シャロン・ケンジントン                                   | |
| 1960   | カンカン Can-Can                                                | シモーヌ                                                 | |
| 1960   | アパートの鍵貸します The Apartment                              | フラン                                                   | ヴェネチア国際映画祭 女優賞 受賞 ゴールデングローブ賞 主演女優賞 (ミュージカル・コメディ部門) 受賞 英国アカデミー賞 女優賞（国外） 受賞 |
| 1960   | オーシャンと十一人の仲間 Ocean's Eleven                         | 酔った女性                                               | クレジットなし |
| 1961   | 凡ては夜に始まる All in a Night's Work                          | ケイティ・ロビンズ                                       | |
| 1961   | 噂の二人 The Children's Hour                                    | マーサ・ドビー                                           | |
| 1962   | 青い目の蝶々さん My Geisha                                      | ルーシー・デル／ヨーコ・モリ                             | |
| 1962   | すれちがいの街角 Two for the Seesaw                             |                                                          | |
| 1963   | あなただけ今晩は Irma la Douce                                  | イルマ                                                   | ゴールデングローブ賞 主演女優賞 (ミュージカル・コメディ部門) 受賞                                                                       |
| 1964   | 何という行き方! What a Way to Go!                               | ルイーザ・メイ・フォスター                               | |
| 1964   | 黄色いロールス・ロイス The Yellow Rolls-Royce                   | メエ・ジェンキンス                                       | |
| 1966   | 泥棒貴族 Gambit                                                 | ニコール                                                 | |
| 1967   | 女と女と女たち Woman Times Seven                                | Paulette/Maria Teresa/Linda/Edith/Eve Minou/Marie/Jeanne | |
| 1968   | おかしな夫婦・大逆転!? The Bliss of Mrs. Blossom                | ハリエット                                               | |
| 1968   | スイート・チャリティ Sweet Charity                              | チャリティ・ホープ・ヴァレンタイン                       | |
| 1970   | 真昼の死闘 Two Mules for Sister Sara                            | サラ                                                     | |
| 1971   | Desperate Characters                                            | ソフィー・ベントウッド                                   | ベルリン国際映画祭 銀熊賞 (女優賞) 受賞                                                                                                 |
| 1977   | 愛と喝采の日々 The Turning Point                                | ディーディー                                             | |
| 1979   | チャンス Being There                                            | イブ・ランド                                             | |
| 1980   | ラヴィング・カップル Loving Couples                             | イヴリン・ルーカス・カービー                             | |
| 1980   | LOVEシーズン A Change of Seasons                                | Karyn Evans                                              | |
| 1983   | 愛と追憶の日々 Terms of Endearment                              | オーロラ・グリーンウェイ                                 | アカデミー主演女優賞 受賞 ゴールデングローブ賞 主演女優賞 (ドラマ部門) 受賞                                                             |
| 1984   | キャノンボール2 The Cannonball RunⅡ                             | ヴェロニカ                                               | |
| 1987   | アウト・オン・ア・リム/自分探しの旅 Out on a Limb               | シャーリー・マクレーン                                   | 原作/脚本/主演 全2話のテレビミニシリーズ 旧題『アウト・オン・ア・リム/愛さえも越えて』                                                  |
| 1988   | マダム・スザーツカ Madame Sousatzka                             | マダム・スザーツカ                                       | ヴェネチア国際映画祭 女優賞 受賞 ゴールデングローブ賞 主演女優賞 (ドラマ部門) 受賞                                                      |
| 1989   | マグノリアの花たち Steel Magnolias                              | ウィーザ                                                 | |
| 1990   | ミラクル/バックリーの魔女たち Waiting for the Light             | ゼナ                                                     | |
| 1990   | ハリウッドにくちづけ Postcards from the Edge                    | ドリス・マン                                             | |
| 1992   | 迷子の大人たち Used People                                      | パール                                                   | |
| 1993   | 潮風とベーコンサンドとヘミングウェイ Wrestling Ernest Hemingway | ヘレン                                                   | |
| 1994   | 不機嫌な赤いバラ Guarding Tess                                  | テス                                                     | |
| 1995   | セルロイド・クローゼット The Celluloid Closet                   |                                                          | ドキュメンタリー |
| 1996   | くちづけはタンゴの後で Mrs. Winterbourne                        | グレース・ウィンターボーン                               | |
| 1996   | 夕べの星 The Evening Star                                       | オーロラ・グリーンウェイ                                 | |
| 1999   | ヴァージン・ブレイド Joan of Arc                                | Madame de Beaurevoir                                     | テレビ映画 |
| 1999   | ぼくが天使になった日 Bruno                                      | ヘレン                                                   | 監督/出演 |
| 2001   | だって女優ですもの! These Old Broads                            | ケイト・ウエストボーン                                   | テレビ映画 |
| 2005   | 奥さまは魔女 Bewitched                                          | アイリス                                                 | |
| 2005   | イン・ハー・シューズ In Her Shoes                               | エラ・ハーシュ                                           | |
| 2005   | 迷い婚 -全ての迷える女性たちへ- Rumor has it…                   | キャサリン・リシュリュー                                 | |
| 2007   | あの日の指輪を待つきみへ Closing the Ring                       | エセル・アン                                             | |
| 2008   | ココ・シャネル Coco Chanel                                      | ココ・シャネル                                           | テレビ映画 |
| 2008   | 赤毛のアン 新たな始まり Anne of Green Gables: A New Beginning   | アメリア・トーマス                                       | |
| 2010   | バレンタインデー Valentine's Day                                | エステル                                                 | |
| 2011   | バーニー/みんなが愛した殺人者 Bernie                            | マージョリー・"マージ"・ニュージェント                   | |
| 2012   | ダウントン・アビー Downton Abbey                                | マーサ・レヴィンソン                                     | テレビドラマシリーズ |
| 2013   | LIFE! The Secret Life of Walter Mitty                           | ミティーの母親                                           | |
| 2014   | トレヴィの泉で二度目の恋を Elsa & Fred                          | エルサ・ヘイズ                                           | |
| 2016   | 素敵な遺産相続 Wild Oats                                        | エヴァ                                                   | |
| 2017   | あなたの旅立ち、綴ります The Last Word                          | ハリエット・ローラー                                     | 製作総指揮/主演 |
| 2018   | リトル・マーメイド 人魚姫と魔法の秘密 The Little Mermaid        | エル/祖母                                                | |
| 2019   | ノエル Noelle                                                   | エルフ・ポリー                                           | |
| 2022   | American Dreamer                                                | アストリッド                                             | |

### 舞台
| 年   | 題                             | 役                   | 特記                                       | 脚注  |
| ---- | ------------------------------ | -------------------- | ------------------------------------------ | ----- |
| 1953 | Me and Juliet                  | ダンス・アンサンブル | ブロードウェイ、マジェスティック・シアター | [ 6 ] |
| 1954 | パジャマゲーム The Pajama Game | ダンサー/グラディス  | ブロードウェイ、シュバート・シアター       | [ 6 ] |
| 1976 | Shirley MacLaine               | 本人                 | ブロードウェイ、パレス・シアター           | [ 6 ] |
| 1984 | Shirley MacLaine on Broadway   | 本人                 | ブロードウェイ、ガーシュウェイン・シアター | [ 6 ] |

## 日本語吹き替え
小原乃梨子が多くの作品で務めていた。
近年は沢田敏子や谷育子などが吹き替えを務めている。

## 書籍
- アウト・オン・ア・リム ― 愛さえも越えて（1986年2月）地湧社、山川紘矢・亜希子 訳 ISBN 978-4885030390

アウト・オン・ア・リム（1999年4月、文庫版）角川書店 ISBN 978-4042798019
Out on a Limb (1983)
- ダンシング・イン・ザ・ライト ― 永遠の私をさがして（1987年2月）地湧社、山川紘矢・亜希子 訳 ISBN 978-4885030505

ダンシング・イン・ザ・ライト（1999年6月、文庫版）角川書店 ISBN 978-4042798026
Dancing in the Light (1986)
- オール・イン・ザ・プレイング ― 私への目覚め（1988年2月）地湧社、山川紘矢・亜希子 訳 ISBN 978-4885030628

オール・イン・ザ・プレイング（1999年7月、文庫版）角川書店 ISBN 978-4042798033
It's All in the Playing (1987)
- 風を追いかけて（1989年2月）地湧社、山川紘矢・亜希子 訳 ISBN 978-4885030703

Don't Fall Off the Mountain (1970)
- ゴーイング・ウイズィン ― チャクラと瞑想（1990年1月）地湧社、山川紘矢・亜希子 訳 ISBN 978-4885030802

ゴーイング・ウィズイン（1999年8月、文庫版）角川書店 ISBN 978-4042798040
Going Within: A Guide to Inner Transformation (1990)
- ダンス・ホワイル・ユー・キャン ― いまを輝かせて（1992年4月）地湧社、山川紘矢・亜希子 訳 ISBN 978-4885030949

ダンス・ホワイル・ユー・キャン（1999年9月、文庫版）角川書店 ISBN 978-4042798057
Dance While You Can (1991)
- マイ・ラッキー・スターズ ― わがハリウッド人生の共演者たち（1997年8月）早川書房、岩瀬 孝雄 訳 ISBN 978-4152080486

My Lucky Stars: A Hollywood Memoir (1995)
- カミーノ  ―  魂の旅路（2001年6月）飛鳥新社、山川紘矢・亜希子 訳 ISBN 978-4870314634

The Camino: A Journey of the Spirit (2000)
- 愛犬テリーに教わったこと ― シャーリーと小さな先生の物語（2004年11月）飛鳥新社、山川紘矢・亜希子 訳 ISBN 978-4870316430

Out on a Leash: Exploring the Nature of Reality and Love (2003)

### 邦訳未刊行
- McGovern: The Man and His Beliefs (1972)
- You Can Get There from Here (1975)
- Sage-ing While Age-ing (2007)
- I'm Over All That: And Other Confessions (2011)
- What If...: A lifetime of questions, speculations, reasonable guesses, and a few things I know for sure (2013)
- Above the Line: My 'Wild Oats' Adventure (2016)

## 受賞歴

### アカデミー賞
受賞
1984年 アカデミー主演女優賞:『愛と追憶の日々』
ノミネート
1959年 アカデミー主演女優賞:『走り来る人々』
1961年 アカデミー主演女優賞:『アパートの鍵貸します』
1964年 アカデミー主演女優賞:『あなただけ今晩は』
1976年 アカデミー長編ドキュメンタリー映画賞:『The Other Half of the Sky: A China Memoir』
1978年 アカデミー主演女優賞:『愛と喝采の日々』

### ゴールデングローブ賞
受賞
1955年 有望若手女優賞
1959年 最も活動的な女優賞
1961年 主演女優賞 (ミュージカル・コメディ部門):『アパートの鍵貸します』
1964年 主演女優賞 (ミュージカル・コメディ部門):『あなただけ今晩は』
1984年 主演女優賞 (ドラマ部門):『愛と追憶の日々』
1989年 主演女優賞 (ドラマ部門)『マダム・スザーツカ』
1998年 セシル・B・デミル賞
ノミネート
1959年 主演女優賞 (ドラマ部門):『走り来る人々』
1960年 主演女優賞 (ミュージカル・コメディ部門):『恋の売込み作戦』
1962年 主演女優賞 (ドラマ部門):『噂の二人』
1967年 主演女優賞 (ミュージカル・コメディ部門):『泥棒貴族』
1968年 主演女優賞 (ミュージカル・コメディ部門):『女と女と女たち』
1970年 主演女優賞 (ミュージカル・コメディ部門):『スイート・チャリティ』
1980年 主演女優賞 (ミュージカル・コメディ部門):『チャンス』
1988年 女優賞 (ミニシリーズ・テレビ映画部門):『Out on a Limb』
1991年 助演女優賞:『ハリウッドにくちづけ』
1993年 主演女優賞 (ミュージカル・コメディ部門):『迷子の大人たち』
1995年 主演女優賞 (ミュージカル・コメディ部門):『不機嫌な赤いバラ』
2003年 女優賞 (ミニシリーズ・テレビ映画部門):『Hell on Heels: The Battle of Mary Kay』
2006年 助演女優賞:『イン・ハー・シューズ』
2009年 女優賞 (ミニシリーズ・テレビ映画部門):『ココ・シャネル』

### ニューヨーク映画批評家協会賞
受賞
1984年 主演女優賞:『愛と追憶の日々』

### ヴェネツィア国際映画祭
受賞
1960年 女優賞:『アパートの鍵貸します』
1988年 女優賞:『マダム・スザーツカ』